# Maalesh
Maalesh, bürgerlich: Othman Mohamed Elyas (geb. 22. Juli 1961, Moroni) ist ein Sänger und Gitarrist in den Komoren.

## Leben
Othman Mohamed Elyas wurde am 22. Juli 2961 in Moroni auf der Komoreninsel Grande Comore geboren. Sein Vater war Komorer und seine Mutter stammte aus Uganda. Er hat sechs Geschwister. Seit seinem 10. Lebensjahr machte er Musik, anfangs als Chorsänger und Perkussionist, später als Gitarrist. Nach langen Jahren im Ausland, vor allem in Kenia und Saudi-Arabien, kehrte er 1989 auf die Komoren zurück und widmete sich gänzlich der Musik.
Seinen Künstlernamen „Maalesh“ erhielt er nach seiner Rückkehr auf die Komoren. Der arabische Ausdruck bedeutet in etwa „Ist nicht schlimm!“ (ce n’est pas grave) und deutet auf Toleranz und Verständnis.
Nach der Veröffentlichung der 2. Ausgabe von MASA 1995 in Abidjan und der Ehrung mit dem Prix découvertes RFI von Radio France Internationale 1995 in Dakar, ging Maalesh auf internationale Tournée mit Radio France internationale.
Sein erstes Album Wassi Wassi war eine Koproduktion von AFC/CCFAR Djibouti 1998 in Dschibuti. Das Album wurde später beim Label Mélodie vertrieben und führte zu einer Afrika-Tournée der Alliances & Centres Culturels Français von Madagaskar, Äthiopien, Sudan, Kenia, Südafrika, u. a. Nach der Veröffentlichung der CD im Gebiet des Indischen Ozeans und dann in Frankreich (April 2001) nahm Maalesh an zehlreichen Konzerten in La Réunion und in Frankreich Teil (New Morning…) und wurde mit dem Grand Prix International du Festival Visa Francophone ausgezeichnet.
Er ging anschließend mehrfach auf Tournee in den Niederlanden (2003), in Kanada (2005) mit dem Conseil francophone de la chanson (Französischen Rat des Chansons) und im Indischen Ozean mit dem Netzwerk Alliances françaises (2007).
2008, nachdem er den 1. Prix Musiques de l’Océan Indien gewonnen hatte (November 2007), nahm er an zahlreichen Festivals / Referenzkonzerten (scènes de référence) in Frankreich und im Indischen Ozean Teil (Musiques Métisses d’Angoulême, Francofolies - La Rochelle, Les Suds à Arles, SFINKS in Belgien, Fiestas des Suds à Marseille) und brachte Ende 2008 sein drittes Album „Yelela“ heraus (MARABI / Harmonia Mundi).

## Auszeichnungen
- 1995: Prix RFI Musiques du Monde,
- 2001: Grand Prix International du Festival Visa Francophone,
- 2007: Prix Musiques de l’océan Indien

## Diskographie
- 1998: Wassi Wassi
- 2005: Nawambe
- 2008: Yelela (Afrique du soleil levant)
- 2012: Ntsobwe